# 세포테탄
세포테탄(Cefotetan)은 세파마이신에 속하는 주사용 항생제로, 세균 감염의 예방과 치료에 사용된다. 2세대 세팔로스포린 계열 항생제로 분류되기도 하며 항균 범위 역시 유사하다. 그러나 세포테탄은 혐기성 세균에 대한 효과 역시 가지고 있다.
야마노우치 사에서 개발했다. 일본 바깥에서는 아파테프(Apatef), 세포탄(Cefotan) 등의 상품명으로 아스트라제네카에서 판매하는 경우가 많다. 대한민국에서는 야마테탄(Yamatetan)이라는 상품명으로도 판매된다.

## 감수성 범위
세포테탄은 넓은 항균 활성을 가지며 뼈, 피부, 배설계, 하기도의 세균 감염 치료에 사용된다. 박테로이데스, 연쇄상구균, 대장균속 등의 감염에 특히 강하다. 아래는 몇몇 중요한 세균에 대한 최소 저지 농도(MIC) 자료이다.
- 대장균(Escherichia coli): 0.06 μg/mL
- 박테로이데스 프라길리스(Bacteroides fragilis): ≤0.06 μg/mL - 512 μg/mL
- 클로스트리디움 퍼프린젠스(Clostridium perfringens): 1 μg/mL - 4 μg/mL

## 부작용
세포테탄의 화학 구조는 다른 여러 세팔로스포린 계열 항생제처럼, N-메틸싸이오테트라졸 (NMTT 또는 1-MTT) 곁사슬을 가지고 있다. 체내에서 항생제가 분해되면 유리 NMTT가 방출되어 저프로트롬빈혈증의 원인이 될 수 있다. 이는 비타민 K 에폭사이드 환원효소가 억제되기 때문일 가능성이 있다. 또한 유리 NMTT가 디설피람과 유사하게 알데하이드 탈수소효소를 억제하여, 에탄올을 마실 시 숙취와 비슷한 반응이 나타날 수 있다. 이러한 디설피람 유사 반응(disulfiram like reaction)은 세포테탄 외에도 세파만돌, 세포페라존, 세푸록심 등 다른 세팔로스포린 계열 항생제에서도 나타날 수 있다.